# ضغط الأجور
ضغط الأجور (بالإنجليزية: Wage compression)‏ يشير إلى الانتظام التجريبي الذي تميل فيه أجور العمال ذوي المهارات المنخفضة وأجور العمال ذوي المهارات العالية تجاه بعضها البعض. ونتيجة لذلك، فإن الأجر السائد للعامل منخفض المهارة يتجاوز أجر المقاصة في السوق، مما يؤدي إلى بطالة العمال ذوي المهارات المنخفضة. وفي الوقت نفسه، فإن الأجر السائد للعمال ذوي المهارات العالية هو أقل من أجر المقاصة للسوق، مما يؤدي إلى نقص المعروض من العمال ذوي المهارات العالية (وبالتالي لا توجد بطالة للعمال ذوي المهارات العالية).
يقترح أكيرلوف ويلين (1990) نموذجًا يستخدم فرضية الأجر العادل لشرح ضغط الأجور. تشير فرضية الأجر العادل إلى أن الجهد الذي يبذله العامل يتناسب مع عدالة أجره، مقارنة بالعاملين الآخرين داخل الشركة. وفقًا لذلك، إذا تم تعويض المديرين التنفيذيين لشركة معينة بشكل أعلى بكثير من العمال غير المهرة في الشركة، فإن العمال غير المهرة سيبذلون مستوى أقل من الجهد. في حالة التوازن، تميل أجور العمال ذوي المهارات العالية إلى أسفل، بينما تميل أجور العمال ذوي المهارات المنخفضة إلى الأعلى، وهو ما يحدد ضغط الأجور.
يجادل مويني ووالرشتاين (2006) بأن ضغط الأجور المتعمد أدى إلى تحول لصالح الصناعات ذات الإنتاجية العالية في الدول الاسكندنافية، حيث جعل الصناعات منخفضة الإنتاجية أقل ربحية والصناعات عالية الإنتاجية أكثر ربحية.